# Argos Planum
L'Argos Planum è una struttura geologica della superficie di Io.